# La Cacera de Lleons d'Assurbanipal
La cacera de lleons d'Assurbanipal és un conjunt de representacions artístiques en forma de baix relleu originaries del Palau Nord de Nínive i datades entre el 645 i 635 a. C.; període cronològic que ubiquem en el regnat d'Assurbanipal (668-631 a.C), rei assiri i popularment anomenat últim gran rei d'Assiria.
El conjunt artístic es pot dividir en tres escenes principals que es componen per diverses vinyetes, conformant un fris narratiu que mostra una escena de caça on el rei Assurbanipal s'enfronta a un grup de lleons amb el suport dels seus servents. La caça de lleons a Mesopotàmia representava el poder polític mitjançant la mostra de la força física i servia als monarques (en aquest cas, assiris) per a legitimar públicament la seva posició de control i sotmetiment del poble.
Aquesta performance no era únicament rellevant en l'àmbit polític, si no que tenia també una gran càrrega simbòlica religiosa, on es duien a terme libacions i ofrenes de caràcter apotropaic. Actualment el relleu es troba exposat a la sala 10 del Museu Britànic i ha sigut subjecte de nombrosos estudis i anàlisis de tot tipus, alguns dels quals s'exposen a continuació.

## Context general i localització
L'obra s'emmarca dins del període de l'Imperi neoassiri (912-612 a.C.), el qual es va mantenir gràcies a una civilització que fou de les més poderoses, organitzades i expansives de l'Antiguitat al Pròxim Orient. Sorgit en el nord de Mesopotàmia, aquest imperi va aconseguir estendre el seu control territorial des del golf Pèrsic fins al Mediterrani, i des d'Anatòlia fins a l'Alt Egipte. El seu èxit es va basar en una combinació de força militar, administració centralitzada i una ideologia de poder fortament estructurada entorn de la figura del monarca.
La societat neoasiria estava profundament jerarquitzada i militaritzada. En aquest context, el rei no era només el governant màxim, sinó una figura sagrada que encarnava el poder diví. Era vist com a intermediari entre els déus i els homes, responsable de l'ordre còsmic i terrenal. La seva autoritat, per tant, no era únicament política, sinó també religiosa. Aquest poder absolut es reflectia en tots els aspectes de la cultura, i especialment en l'art, que es va convertir en una eina essencial de propaganda visual.
Els relleus esculpits en pedra que decoraven els palaus reials van ser una de les formes més destacades d'aquesta expressió artística. Aquestes obres complien una funció ideològica clara: com reforçar la imatge del rei com a guerrer invencible, caçador dominant, etc. Entre les temàtiques més representades destaquen les escenes de guerra, però també les escenes de caça, en particular la caça de lleons.
Aquest simbolisme es va propagar amb especial força durant els regnats de dos dels monarques més importants del període: Assurnasirpal II (883–859 a. C.) i Assurbanipal (668–627 a. C.). Assurnasirpal II va impulsar una de les primeres grans campanyes decoratives en el seu palau de Nimrud, on els relleus el mostren caçant lleons des d'un carro. Les seves composicions presenten un cert dinamisme i la narrativa heroica que caracteritzarien l'art posterior. Per altra banda Assurbanipal, des del seu palau a Nínive, va portar aquesta tradició al seu punt culminant. Les escenes sota el seu regnat aconsegueixen un notable realisme i detall, mostrant no només l 'acció, sinó el dolor, la fúria i la lluita dels animals, la qual cosa reforça encara més la grandesa del monarca que els venç.
L'art de la caça de lleons va ser part d'un sistema profundament ideològic. Aquestes imatges servien per a comunicar als súbdits i visitants el caràcter diví, valent i dominant del sobirà. La disposició d'aquestes escenes en els passadissos, sales del tron i sales privades realçava el seu poder performatiu, al mateix temps que les convertia en emblemes duradors de la reialesa. Fins i tot van ser utilitzades com a segells reials, reforçant així el seu caràcter institucional.

## Context de la troballa
La jerarquia de poder és un element clau per a una civilització tan militaritzada com ho va ser l'assíria, per això, aquest factor polític tan rellevant per a ells va ser perfectament plasmat en les manifestacions artístiques que van realitzar, on destaca constantment el protagonisme del rei assiri com a figura en la qual s'encarna tot el poder d'aquest imperi.
És per tant rellevant conèixer quina importància va tenir la representació de determinats temes banals com el de la caça dins de la seva cultura visual, i quines característiques van fer no sols que els reis neoassiris volguessin vincular-se a la representació de les caceres, si no també, per què es van convertir en un dels temes decoratius per excel·lència de les seves residències privades.

### Assurnasirpal II i Assurbanipal
Aquests monarques van utilitzar la temàtica de la caça de lleons en els seus programes artístics per a mostrar la seva capacitat guerrera. Les escenes eren dinàmiques i mostraven un professionalisme artístic, capturant moments d'acció i la musculatura dels lleons.
A pesar que aparentment la seva temàtica està directament lligada al caràcter lúdic, no deixen de ser imatges estretament relacionades amb el poder real, i per això, també han de ser estudiades com a representacions del triomf i la dominació del rei assiri sobre l'enemic.
Hi ha diverses justificacions per les quals s'haurien representat aquestes escenes:
Per una part, la caça de lleons simbolitza la força i valentia del rei, consolidant la seva posició com a protector i autoritat suprema tant en la terra com en el món simbòlic. És una mostra de la representació del seu poder.
Es mostra al rei d'una forma dominant enfront de les bèsties salvatges. La intenció és representar la capacitat per a mantenir l'ordre que té el monarca en el seu regne i, de la mateixa manera, el seu control sobre les forces naturals i perilloses.
L'escena també funciona com a projecció del lideratge militar i com a metàfora de la conquesta i la guerra, destacant l'habilitat del rei per enfrontar-se a adversaris perillosos i sobreposant-se a les adversitats.
Alhora, es tracta d'una celebració de la noblesa i la glorificació al monarca deixant un llegat visual de la seva grandesa i valentia.
Aquestes representacions també tenien un propòsit ritual i propagandístic, reforçant la imatge de Assurbanipal com un rei diví i protector. A més, reflectien una tradició que es remunta a les antigues cultures mesopotàmiques, on la caça era vista com un acte noble i sagrat.

## Descripció del relleu
En les representacions artístiques assíries i, sobretot, neoassiries, hi ha una gran predilecció per la representació del monarca com a encarnació de les victòries militars, el triomf i el poder de l'imperi. En la representació del rei Assurbanipal caçant lleons, tot i semblar un tema banal, té un caràcter simbòlic, ja que representa el triomf del poder del rei sobre el de l'enemic derrotat en la batalla, encarnat en el lleó.
El monarca apareix representat en vàries de les escenes de l'estela. Com s'ha mencionat amb anterioritat la forma més comuna en la que es desenvolupava la cacera era des d'un carro i mitjançant l'ús de l'arc o una llança. De forma menys comuna, el monarca en alguna ocasió acabava amb el lleó directament amb una espasa. Concretament, aquesta última imatge, no deixa de ser una exhibició visual de les habilitats del rei en el seu ús de les armes, per tal d'exaltar les seves capacitats com a guerrer (Kuhrt, [1995] 2001, com va citar-se a Bañón Mañas, 2021). Aquestes imatges, a més, compleixen una important funció propagandística en relació amb el poder, dominació i autoritat del sobirà, conceptes que es transmetien des de l'estat a través d'aquestes representacions artístiques, protagonitzades per la figura del monarca.
Les escenes del Palau del Nord en Nínive tenen una particularitat en la composició de les escenes. Watanabe (2014) parla d'una diferència entre les imatges amb una disposició cèntrica i les imatges amb una disposició lineal. Aquest últim és el cas d'una de les escenes de la Sala S del palau, que vista de dreta a esquerra crea una seqüència narrativa lineal.
També trobem representacions de com es desenvolupaven aquestes caceres, com per exemple, aquesta escena d'un servent o criat alliberant al lleó per iniciar la caça. Aquesta activitat, és a dir, la cacera de lleons, es desenvolupava sempre en espais controlats en tot moment, no es feia de forma natural. El monarca anava acompanyat d'una sèrie de guàrdies per tal de protegir-lo, que feien alhora de batedors per tal d'atreure l'animal cap a ell. Les escenes mantenen una estructura visual molt semblant, amb els lleons a la dreta i el monarca, sobre el carro o sense carro, representat en el moment just d'abans de deixar anar la fletxa.
Una altra imatge a destacar, podria ser la representació d'una lleona ferida. De manera, pot ser, involuntària trobem una representació bastant precisa i detallada de paraplegia en un animal. En la imatge podem veure a una lleona travessada per 3 fletxes en diferents punts:
- Una primera fletxa impactada en l'esquena de l'animal, es dedueix que no va haver-hi afectació neurològica, perquè l'animal està suportant el seu pes amb les extremitats.
- Una segona fletxa, la qual permet establir una afectació de la medul·la espinal en la zona on travessa a l'animal, identificada per la pèrdua de suport de les extremitats posteriors d'aquest.
- L'última fletxa travessa la columna vertebral, probablement causant afectació neurològica, però que se superposa amb la fletxa impactada en la zona lumbar (fletxa 2).

### Conclusions
El relleu de la Cacera de Lleons d'Assurbanipal és un testimoni històric que, gràcies a la seva excel·lent conservació, ens ha permès fer un estudi antropològic i cultural de l'imperi assiri i neoassiri, on s'observa una clara importància per al manteniment de l'ordre mitjançant un seguit de rituals i espectacles que pretenien demostrar el poder del monarca i justificar la jerarquia social del moment.
Trobem també evidències d'un coneixement mèdic i polític avançat en un context històric molt antic que ens obre noves possibilitats a l'hora d'entendre les antigues civilitzacions del Proper Orient i demostrant que es poden obtenir noves conclusions de fonts ja conegudes.

## Galeria

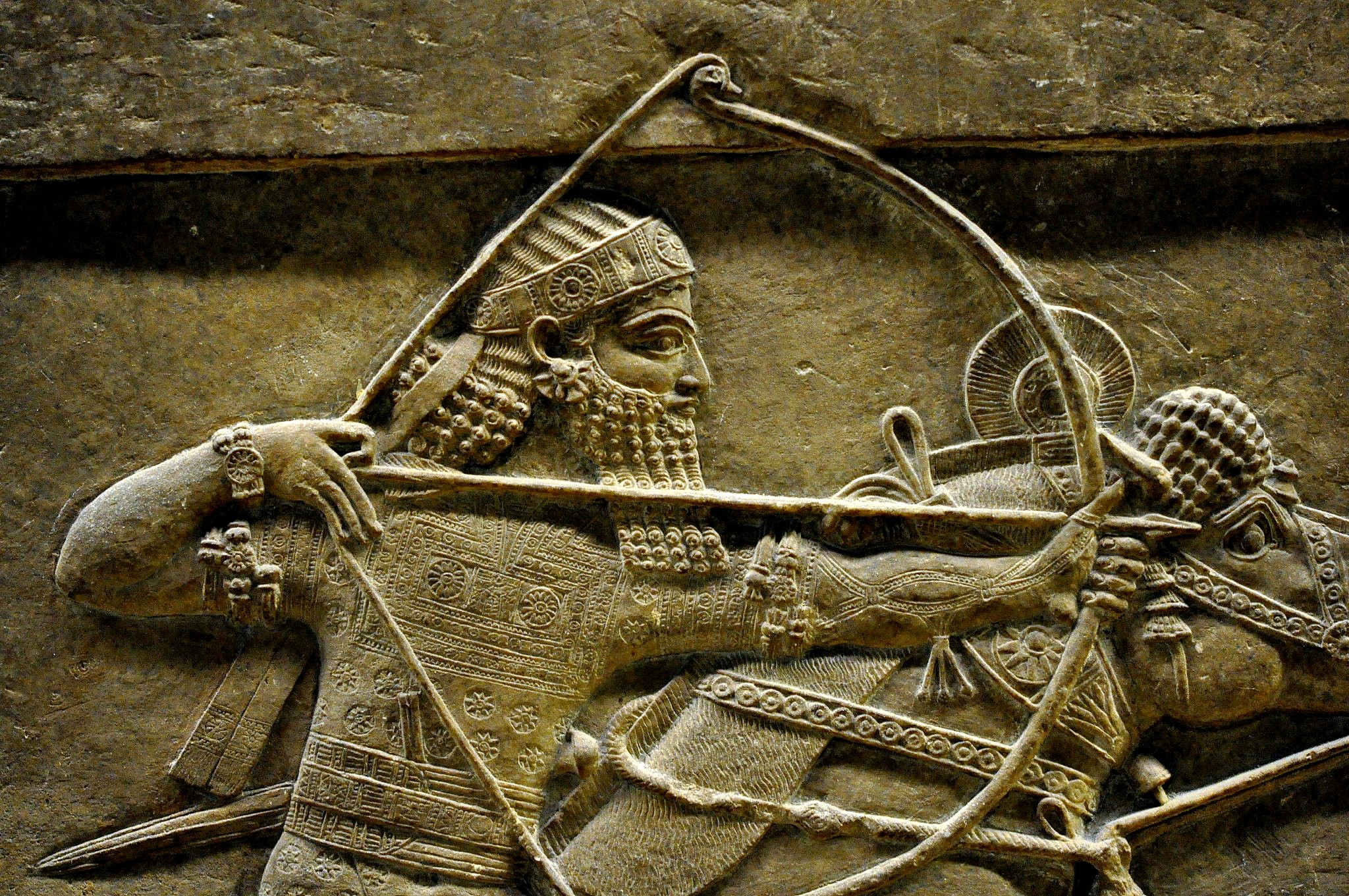
Asurbanipal, detall d'una escena de caça de lleons del Nord de Nínive, a l'actual Governació de Nínive, Iraq.  Osama Shukir Muhammed Amin, FRCP(Glasg)
Mapa de l'imperi Assiri. 9 d'octubre de 2014. Renato de carvalho ferreira
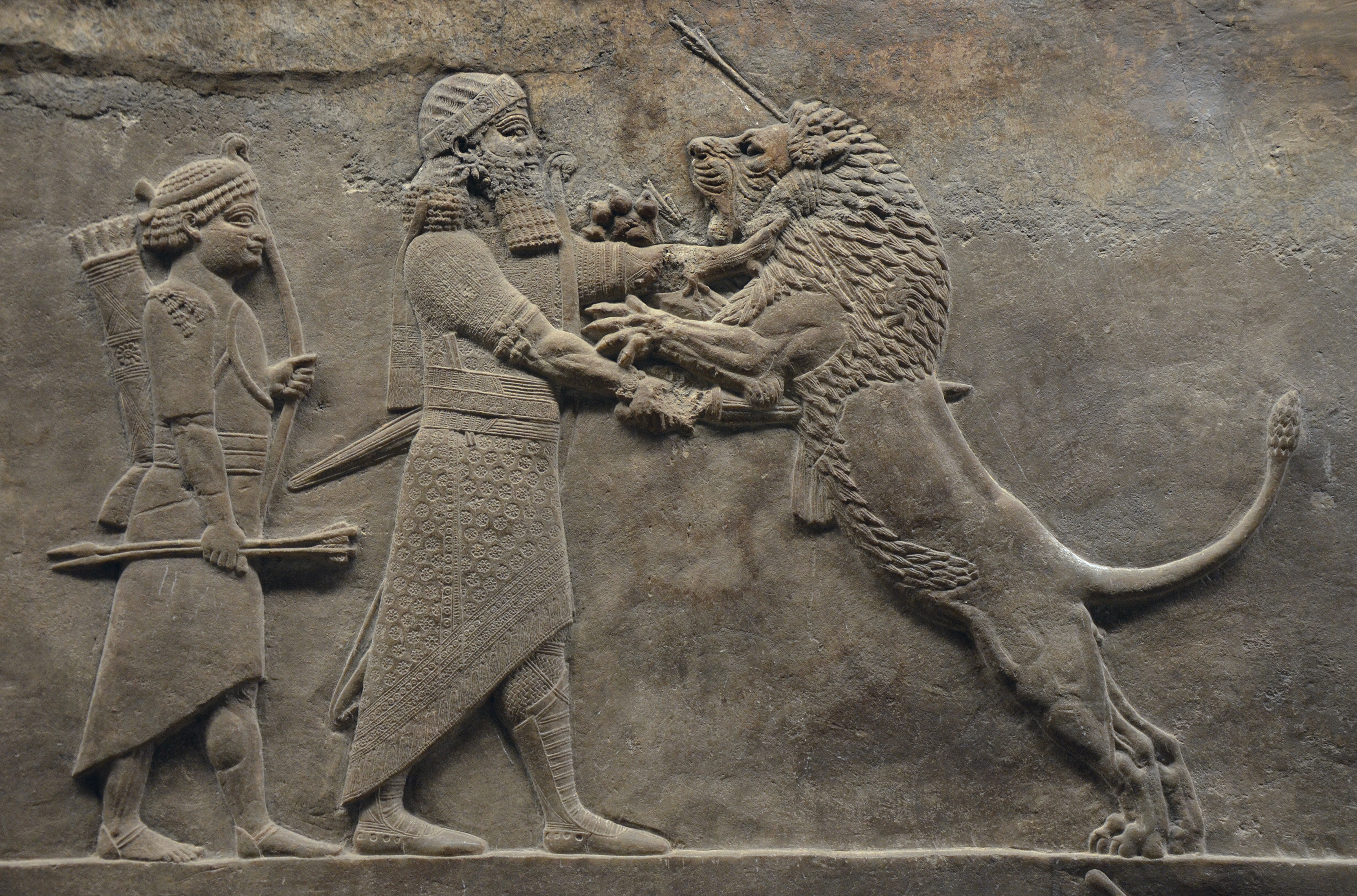
Asurbanipal representat en un relleu durant la caça del lleó, al Palau Nord de Nínive (Museu Britànic).
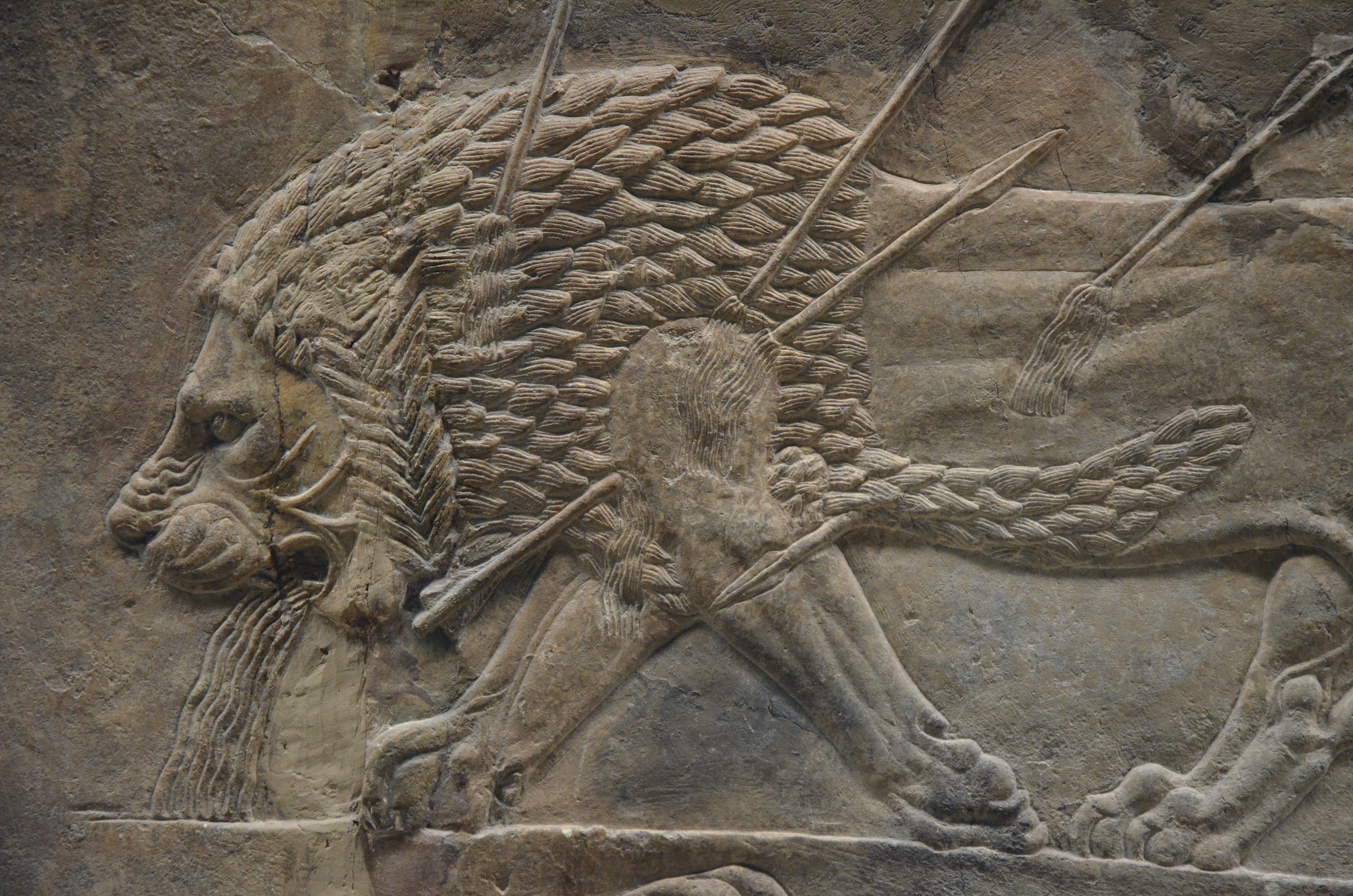
Un servent allibera un lleó de la seva gàbia.
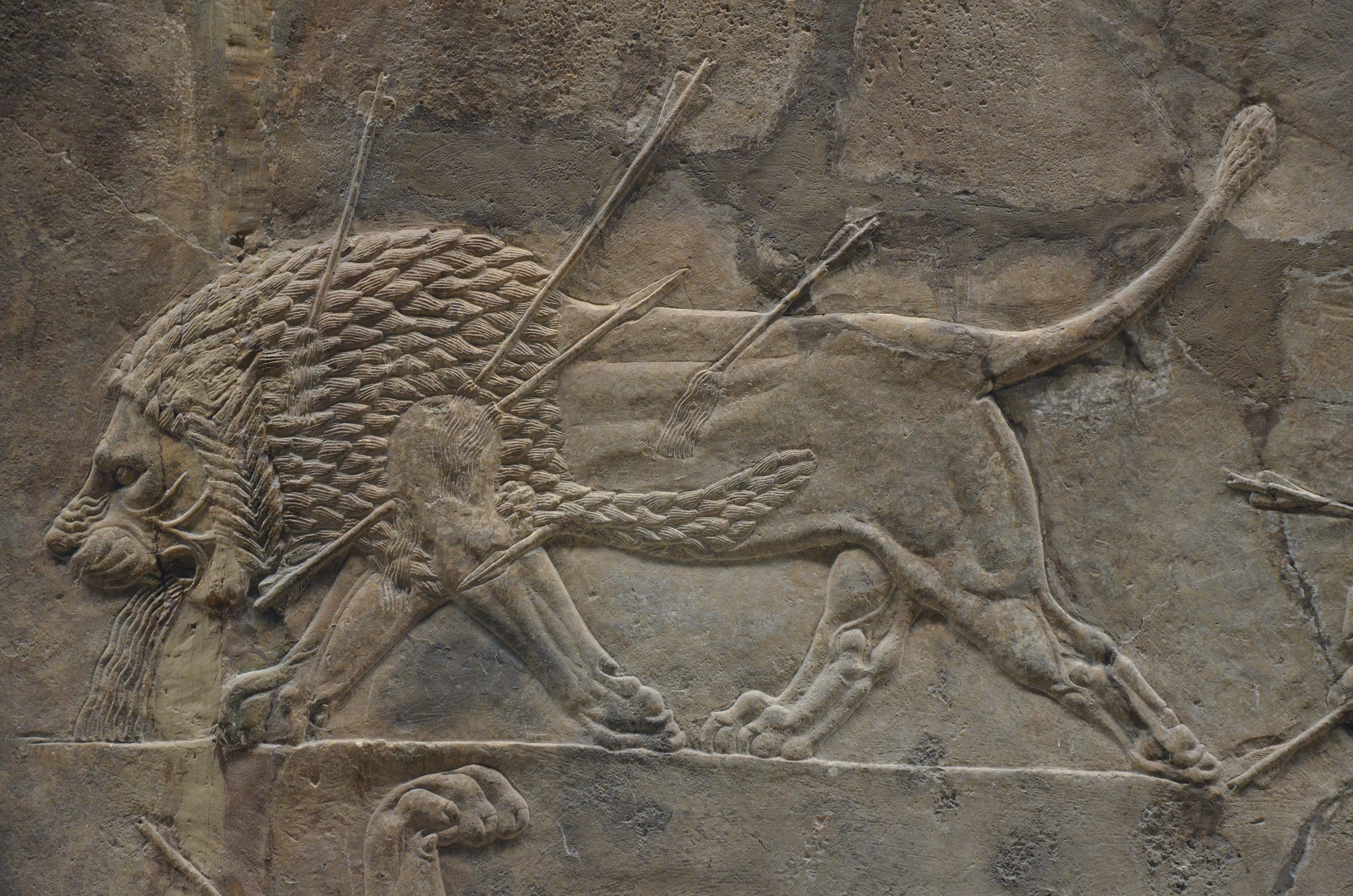
Lleona ferida.